# Campeonato Cearense 1960
In 1960 werd het 46ste Campeonato Cearense gespeeld voor clubs uit Braziliaanse staat Ceará. De competitie werd georganiseerd door de FCF en werd gespeeld van 20 maart 1960 tot 26 februari 1961. Fortaleza werd kampioen.

## Eerste toernooi
| Plaats | Club           | Wed. | W | G | V | Saldo | Ptn. |
| ------ | -------------- | ---- | - | - | - | ----- | ---- |
| 1.     | Fortaleza      | 7    | 5 | 2 | 0 | 13:5  | 12   |
| 2.     | Calouros do Ar | 7    | 5 | 1 | 1 | 10:4  | 11   |
| 3.     | Gentilândia    | 7    | 4 | 0 | 3 | 13:9  | 8    |
| 4.     | América        | 7    | 3 | 1 | 3 | 11:10 | 7    |
| 5.     | Ferroviáro     | 7    | 2 | 3 | 2 | 10:7  | 7    |
| 6.     | Ceará          | 7    | 2 | 3 | 2 | 5:5   | 7    |
| 7.     | Usina Ceará    | 7    | 1 | 2 | 4 | 9:18  | 4    |
| 8.     | Nacional       | 7    | 0 | 0 | 7 | 7:20  | 0    |

|  | Naar finale                        |
|  | Uitgeschakeld voor tweede toernooi |

## Tweede toernooi

### Eerste fase
| Plaats | Club           | Wed. | W | G | V | Saldo | Ptn. |
| ------ | -------------- | ---- | - | - | - | ----- | ---- |
| 1.     | Calouros do Ar | 6    | 4 | 0 | 2 | 11:7  | 8    |
| 2.     | Ferroviáro     | 6    | 4 | 0 | 2 | 10:6  | 8    |
| 3.     | América        | 6    | 4 | 0 | 2 | 7:5   | 8    |
| 4.     | Usina Ceará    | 6    | 4 | 0 | 2 | 11:10 | 8    |
| 5.     | Fortaleza      | 6    | 3 | 0 | 3 | 8:8   | 6    |
| 6.     | Ceará          | 6    | 1 | 0 | 5 | 5:8   | 2    |
| 7.     | Gentilândia    | 6    | 1 | 0 | 5 | 6:14  | 2    |

|  | Gekwalificeerd voor tweede fase |

### Tweede fase
| Plaats | Club           | Wed. | W | G | V | Saldo | Ptn. |
| ------ | -------------- | ---- | - | - | - | ----- | ---- |
| 1.     | Ferroviáro     | 3    | 2 | 1 | 0 | 3:1   | 5    |
| 2.     | Calouros do Ar | 3    | 1 | 1 | 1 | 5:2   | 3    |
| 3.     | Usina Ceará    | 3    | 0 | 3 | 0 | 2:2   | 3    |
| 4.     | América        | 3    | 0 | 1 | 2 | 2:7   | 1    |

|  | Naar finale |

## Derde toernooi
| Plaats | Club           | Wed. | W | G | V | Saldo | Ptn. |
| ------ | -------------- | ---- | - | - | - | ----- | ---- |
| 1.     | Ceará          | 7    | 5 | 1 | 1 | 17:8  | 11   |
| 2.     | Fortaleza      | 7    | 5 | 1 | 1 | 17:10 | 11   |
| 3.     | América        | 7    | 3 | 2 | 2 | 11:7  | 8    |
| 4.     | Calouros do Ar | 7    | 3 | 2 | 2 | 10:7  | 8    |
| 5.     | Gentilândia    | 7    | 3 | 1 | 3 | 8:7   | 7    |
| 6.     | Ferroviáro     | 7    | 3 | 1 | 3 | 11:12 | 7    |
| 7.     | Usina Ceará    | 7    | 1 | 0 | 6 | 6:17  | 2    |
| 8.     | Nacional       | 7    | 1 | 0 | 6 | 8:20  | 2    |

|  | Play-off |

### Play-off
|                           |           |       |       |  |
| 19 februari 1961 Play-off | Fortaleza | 1 – 0 | Ceará |  |
| 19 februari 1961 Play-off |           |       |       |  |

## Finale
|                         |           |       |            |  |
| 26 februari 1961 Finale | Fortaleza | 3 – 0 | Ferroviáro |  |
| 26 februari 1961 Finale |           |       |            |  |

### Kampioen
| Campeonato Cearense de 1960    |
| Ceará                          |
| ------------------------------ |
| FORTALEZA Kampioen (18° titel) |